# Нарахари Саракара
Нарахари́ Сарака́ра Тхаку́р (IAST: Narahari Sarakāra Ṭhākura) — кришнаитский поэт и святой, живший в Бенгалии в конце XV — первой половине XVI века. Был одним из наиболее влиятельных проповедников и поэтов поколения Чайтаньи (1486—1534). Известен как автор множества песен о Радхе и Кришне.
Ещё до встречи с Чайтаньей, Нарахари Саракара написал много песен на санскрите и бенгали о лилах Радхи и Кришны. Описывается, что Нарахари Саракара и Гададхара Пандит постоянно находились возле Чайтаньи и служили ему. Нарахари обычно обмахивал Чайтанью чамарой (веером из павлиньих перьев). Бхактивинода Тхакур прославил это в своей песни «Гаура-арати», которая ежедневно исполняется во время вечерних богослужений в храмах Международного общества сознания Кришны.
Согласно агиографии святого, его семья состояла из возвышенных вайшнавов. Под её влиянием все жители родной деревни Нарахари — Шрикханды — стали последователями Чайтаньи. Шрикханда превратилась в проповеднический центр гаудия-вайшнавизма в Бенгалии. Описывается, как однажды Нитьянанда пришёл в Шрикханду и попросил у Нарахари Саракары мёда. Нарахари совершил чудо: он превратил горшок воды в мёд и угостил им Нитьянанду.
Согласно гаудия-вайшнавскому богословию, Нарахари в духовном мире вечно служит Радхе и Кришне в качестве Мадхумати — гопи, приносящей божественной чете вкусный мёд. В «Чайтанья-мангале» говорится: «Само существование Шри Нарахари Саракары было наполнено премой Радхи-Кришны. Никто не в состоянии измерить глубину его преданности и чистой любви к Радхе и Кришне. Во Врадже он — дорогая сакхи Радхи, Мадхумати (хранилище сладости). А в Гауранга-лиле он — Нарахари, хранилище премы Радхи-Кришны».
Сыном Нарахари Саракары был Мукунда Даса, а внуком — Рагхунандана Тхакур. Наиболее известным учеником Рагхунанданы был Лочана Даса.
Нарахари Саракары является автором таких книг, как «Падакалпатару» и «Кришна-бхаджанамрита», в которых содержатся красивые бхаджаны, прославляющие Чайтанью и Нитьянанду. В «Кришна-бхаджанамрите» Нарахари Саракара учит, как надлежащим образом поклоняться Кришне и Чайтанье.

## Книги
- Narahari Sarakāra Ṭhākura. Śrī Kṛṣṇa-bhajanāmṛta / Translated by Bhānu Svāmī. — 64 p. (недоступная ссылка)